# معارف عامة

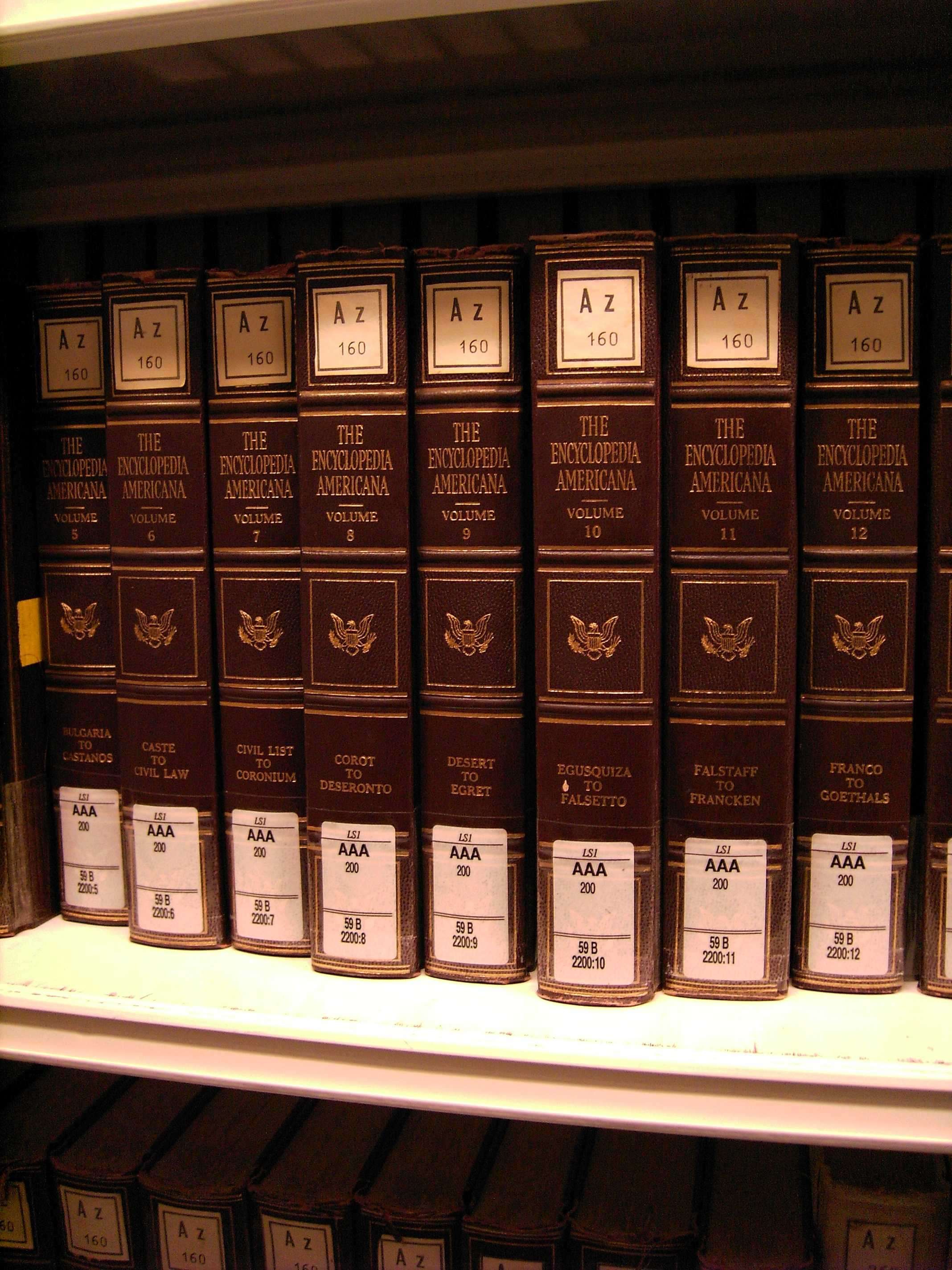

المعارف العامة أو الثقافة العامة تم تعريفها في علم النفس التفاضلي بأنها "المعارف القيمة ثقافيًا التي يتواصل بها وسط الإعلام غير المتخصص". ولذلك يشمل نطاق هذا التعريف طائفة واسعة من مجالات المعرفة. ويستثنى التعريف افيميرا، أي المعلومات التي تقتصر على وسيلة واحدة، مثل المسلسلات التلفزيونية. ثقافيًا قيمة المعارف أرسلتها طائفة من الوسائط غير المتخصصين يستثني هذا التعريف المعرفة المتخصصة التي يمكن الحصول عليها بتدريب مكثف فقط، وكذلك 'افيميرا'، وهي المعلومات التي تقتصر على وسيلة واحدة، مثل المسلسلات التلفزيونية. ولذلك تشمل المعارف العامة طائفة واسعة من مجالات المعرفة. وهي عنصر هام في تبلور الذكاء ويرتبط مع تقبل التجربة. باستخدام عامل تحليل وجدت الدراسات أن جميع المجالات المحددة من المعرفة التي تم اختبارها كانت مترابطة إيجابيا كما ترتبط إلى حد كبير بعامل عام أعلى. ولذلك تبدو المعرفة العامة مدعومة بقدرة الذاكرة الدلالية طويلة الأجل. وقد وجد عدد من الدراسات أن المعرفة العامة التفصيلية للذكر تميل ألى أنها أكبر من الأناث، وذلك ربما بسبب للفروق بين الجنسين في الاهتمامات وليس قدرة الذاكرة. وقد وجدت الدراسات التي أجريت مؤخرا أن المعرفة العامة ترتبط بمجالات الإنجاز بما في ذلك أداء الامتحانات في المدارس، ومهارات تصحيح الأخطاء المطبعية. ويبدو أن علاقة المعرفة العامة بالإبداع ضعيفة. وتستخدم العديد من برامج الألعاب مثل  العقل المدبر" أسئلة المعرفة العامة.

## نطاق المعرفة العامة
حاول باحثو علم النفس التفاضلي تطوير اختبار المعرفة العامة لتغطي جميع المجالات الرئيسية للمعرفة العامة في الثقافات الغربية، وعرفوها بأنها المعارف القيمة ثقافيا التي يتواصل بها وسط الإعلام غير المتخصص. ولذلك يشمل نطاق هذا التعريف جميع مجالات المعرفة المتاحة للأشخاص العاديين دون الحاجة إلى تدريب مكثف. ويستثنى التعريف 'افيميرا'، أي المعلومات التي تقتصر على وسيلة واحدة، مثل المسلسلات التلفزيونية. وحدد الباحثون 19 مجالا للمعرفة التي تنطبق على التعريف المنصوص عليه أعلاه: التاريخ, العلوم، السياسة، الرياضة، التاريخ والموسيقى الكلاسيكية، الفنون، الأدب، العلوم العامة، الجغرافيا، الطبخ، الطب، الألعاب، الاكتشاف والاستكشاف، البيولوجيا، الأفلام، الموضة، المال، والموسيقى الشعبية، وموسيقى الجاز والبلوز. (الموسيقى الشعبية وموسيقى الجاز والبلوز صممت أصلاً كمجال مفرد ولكن اقترح العامل المحلل أنه من الأفضل اعتبارها من المجالات متميزة). واعترف الباحثون أنه قد توجد مجالات أخرى من المعرفة العامة. اقترح العامل المحلل أنه يمكن تصنيف هذه ال19 مجالا إلى ستة عوامل تشمل الشؤون الراهنة، الأزياء، الأسرة، والصحة البدنية والترفيه والفنون والعلوم. وكانت جميع هذه العوامل الستة مترابطة جيداً وتتصل بعامل معرفة عام أعلى. يقترح وجود عامل واحد عام أن للفروق الفردية في مجموعة من مجالات المعرفة أسبابا شائعة، على الرغم من أن تأثيرات محددة، مثل الاهتمام الخاص بمجال معرفة ما أو محتوى دورات تعليمية تبدو أحد الأسباب الرئيسية.

## وصلات خارجية
- محو الأمية الثقافية نسخة محفوظة 29 يوليو 2021 على موقع واي باك مشين.